# Превара из љубави (ТВ филм)
„Превара из љубави” је југословенски ТВ филм из 1968. године. Режирао га је Јован Коњовић а сценарио је написао Ђорђе Малетић

## Улоге
| Глумац             | Улога |
| ------------------ | ----- |
| Петар Банићевић    |       |
| Љиљана Газдић      |       |
| Славка Јеринић     |       |
| Милка Лукић        |       |
| Ксенија Мартинов   |       |
| Павле Минчић       |       |
| Ђорђе Пура         |       |
| Милан Срдоч        |       |
| Рената Улмански    |       |
| Михајло Викторовић |       |